# 인포메틱스
인포메틱스(informatics), 정보학, 정보과학은 계산 시스템에 대한 연구이다. ACM 유럽 협의회 및 인포메틱스 유럽(Informatics Europe)에 따르면 정보학은 컴퓨터 과학 및 직업으로서의 컴퓨팅과 동의어이며, 여기서 핵심 개념은 정보의 변환이다. 다른 국가에서는 "인포메틱스"이라는 용어가 도서관학의 맥락에서 다른 의미로 사용되며, 이 경우 데이터 저장 및 검색과 동의어이다.

## 다른 의미
일부 국가에서는 현지 해석에 따라 "인포메틱스"라는 용어가 정보 시스템, 정보 과학, 정보 이론, 정보 공학, 정보 기술, 정보 처리 또는 기타 이론 또는 실제 분야를 의미하는 동의어로 사용된다. 독일에서 인포메틱스라는 용어는 현대 컴퓨터 과학과 거의 정확히 일치한다. 따라서 유럽 대륙의 대학에서는 일반적으로 "인포메틱스"를 컴퓨터 과학으로 번역하거나 때로는 정보 및 컴퓨터 과학으로 번역하지만 기술 대학에서는 컴퓨터 과학 및 엔지니어링으로 번역할 수도 있다.
그러나 미국에서 인포메틱스라는 용어는 주로 데이터 과학, 도서관 과학 또는 의료 분야(의료 정보학) 응용 분야에서 사용되며 미국에서 처음 등장했다.
워싱턴 대학에서는 소셜 컴퓨팅을 지칭하기 위해 이 용어를 사용한다. 일부 국가에서는 이 용어가 자연 계산 및 신경 계산과 관련되어 있다.
캐나다 정부는 다양한 부서에 네트워크 및 컴퓨터 서비스를 제공하는 운영 단위를 지칭하기 위해 이 용어를 사용한다.

## 같이 보기
- 정보과학
- 세포 자동자
- 컴퓨터 시뮬레이션
- 떼 지능
- 생체모방
- 정보 처리
- 로봇공학
- 실시간 컴퓨팅
- 컴퓨터 구조
- 인공지능
- 기계 학습